# Azteca chartifex
Azteca chartifex este o specie de furnică din genul  Azteca. Descrisă de Forel în 1896, specia este endemică în diferite țări din America de Nord și America de Sud.

## Subspecii
- Azteca chartifex cearensis Forel, 1903
- Azteca chartifex decipiens Forel, 1906
- Azteca chartifex lanians Emery, 1913
- Azteca chartifex multinida Forel, 1899
- Azteca chartifex spiriti Forel, 1912
- Azteca chartifex stalactitica Emery, 1896

### Sinonime
- Azteca chartifex laticeps Forel, 1899